# Kuta Tuha (Blang Pidie)
Kuta Tuha is een bestuurslaag in het regentschap Aceh Barat Daya van de provincie Atjeh, Indonesië. Kuta Tuha telt 1536 inwoners (volkstelling 2010).